# Suillus americanus
A Suillus americanus é uma espécie de fungo da família de cogumelos Suillaceae. Cresce em uma associação micorrízica com o pinheiro branco e é encontrada em áreas com a presença dessa árvore no leste da América do Norte e na China. O basidioma pode ser reconhecido pelo píleo amarelo brilhante com escamas vermelhas a marrom-avermelhadas enraizado em lodo, grandes poros angulares amarelos na parte inferior do píleo e estipe amarelo estreito marcado com pontos avermelhados escuros. A análise filogenética molecular sugere que a S. americanus pode ser a mesma espécie da S. sibiricus, encontrada no oeste da América do Norte e no oeste e centro da Ásia. A Suillus americanus é comestível, embora as opiniões variem quanto à sua palatabilidade; alguns indivíduos suscetíveis podem sofrer dermatite de contato após tocar nos cogumelos. Os cogumelos contêm um carboidrato betaglucano que, segundo testes de laboratório, tem propriedades anti-inflamatórias.

## Taxonomia e classificação

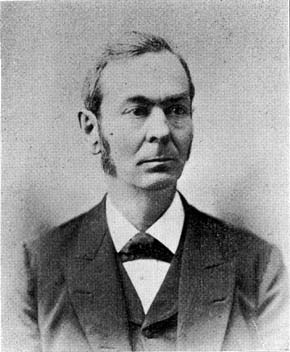
Charles Horton Peck

A Suillus americanus foi descrita cientificamente pela primeira vez pelo micologista americano Charles Horton Peck em 1888, com base em espécimes que ele havia coletado originalmente em 1869, no estado de Nova York, perto de Sand Lake, Albany e Port Jefferson. Em sua publicação de 1888, ele indicou que havia originalmente listado essas coleções como Boletus flavidus (depois renomeado para Suillus flavidus) em seu Report of the State Botanist de 1869 (publicado em 1872). No entanto, como foi apontado um século depois, em 1986, o relatório de 1869 não menciona de fato a espécie; em vez disso, as anotações de campo de Peck naquele ano (que serviram de base para o relatório) fazem referência a uma coleção em Sand Lake, na qual a descrição original (1888) provavelmente se baseou. Como Peck não designou um holótipo, um dos espécimes de Sand Lake foi lectotipificado em 1986.
Em 1931, o micologista francês Édouard-Jean Gilbert transferiu a espécie para o gênero Ixocomus, um táxon agora extinto que desde então foi incluído no gênero Suillus [en]. Em 1959, Walter H. Snell, em colaboração com Rolf Singer e Esther A. Dick, transferiu a espécie para o gênero Suillus. Em sua versão de 1986 da monografia autorizada The Agaricales in Modern Taxonomy, Singer incluiu a espécie na subseção Latiporini do gênero Suillus, um agrupamento infragenérico (abaixo do nível taxonômico de gênero) caracterizado por uma esporada cor de canela sem coloração oliva e poros largos, normalmente maiores que 1 mm quando maduros.
Os nomes comuns da espécie na língua inglesa incluem píleo escorregadio americano (American slipperycap), suillus americano (American suillus), ou cogumelo gordura de frango (chicken-fat mushroom). O último nome é uma referência à sua cor amarela. O epíteto específico americanus significa "da América".

## Descrição
O píleo tem normalmente entre 3 e 10 cm de diâmetro, é amplamente convexo com um pequeno umbo (uma elevação central) e se torna plano com a idade. A margem do píleo é curvada para dentro em espécimes jovens e pode ter restos de um véu lanoso amarelado pendurado. A superfície do píleo é de cor amarela brilhante com estrias vermelhas ou marrons e manchas peludas. Quando o basidioma é jovem e úmido, a superfície é viscosa; à medida que o píleo amadurece e seca, ele se torna pegajoso ou viscoso.
Os tubos que compõem a camada de poros na parte inferior do píleo têm de 0,4 a 0,6 cm de profundidade e têm uma fixação adnata (presa amplamente ao estipe) a decorrente (correndo ao longo do comprimento do estipe) ao estipe. Elas são amarelas e ficam marrom-avermelhadas quando feridas. Os poros amarelos são grandes (1 a 2 mm de diâmetro) e angulares, e tendem a se tornar mais escuros à medida que envelhecem. Os poros são ligeiramente mais largos do que longos, de modo que há cerca de 9 a 10 poros por centímetro medidos radialmente, mas de 12 a 13 por centímetro quando medidos tangencialmente, mais ou menos na metade da distância até a borda. Como acontece com todos os boletos, os esporos se formam nas superfícies internas dos tubos e passam por suas aberturas para serem levados pelas correntes de ar externas.
O estipe tem de 3 a 9 cm por 0,4 a 1 cm, largura aproximadamente igual em toda a extensão, geralmente torto e torna-se oco com o tempo. A cor da superfície do estipe é amarelo-limão e é coberta por pontos glandulares que se machucam quando manuseados. O véu parcial não está preso ao estipe e geralmente não deixa um anel. Um micélio esbranquiçado presente na base do estipe ajuda a fixar o basidioma no substrato. A carne é amarelo-mostarda e mancha-se de marrom-rosado quando cortada ou machucada.

### Características microscópicas
Na esporada, os esporos são cor de canela. Vistos ao microscópio, são amarelo-claros, lisos, de formato aproximadamente elíptico e medem de 8 a 9,5 por 3,5 a 5 μm. Os basídios, as células portadoras de esporos, são em forma de taco e com quatro esporos, com dimensões de 21 a 25 por 5,5 a 6 μm. Os pleurocistídios (cistídios encontrados na superfície interna dos tubos) variam em forma de cilindro a formato de taco e estão dispostos em feixes. Tanto as bases dos feixes quanto a superfície dos cistídios podem ser cobertas por partículas de pigmento marrom. Os queilocistídios (cistídios localizados nas bordas dos tubos) são, em sua maioria, em forma de taco, muitas vezes com um ápice expandido e, como os pleurocistídios, estão dispostos em feixes, com partículas de pigmento marrom na base dos feixes. Os feixes de cistídios próximos às aberturas dos tubos podem, às vezes, ser visíveis com uma lupa. Como todas as espécies de Suillus, os cistídios de S. americanus se tornarão marrom-alaranjados na presença de uma solução de hidróxido de potássio a 3%. A camada viscosa na superfície da píleo resulta de uma camada entrelaçada de hifas gelatinosas que normalmente têm de 3 a 5 μm de espessura.

### Comestibilidade

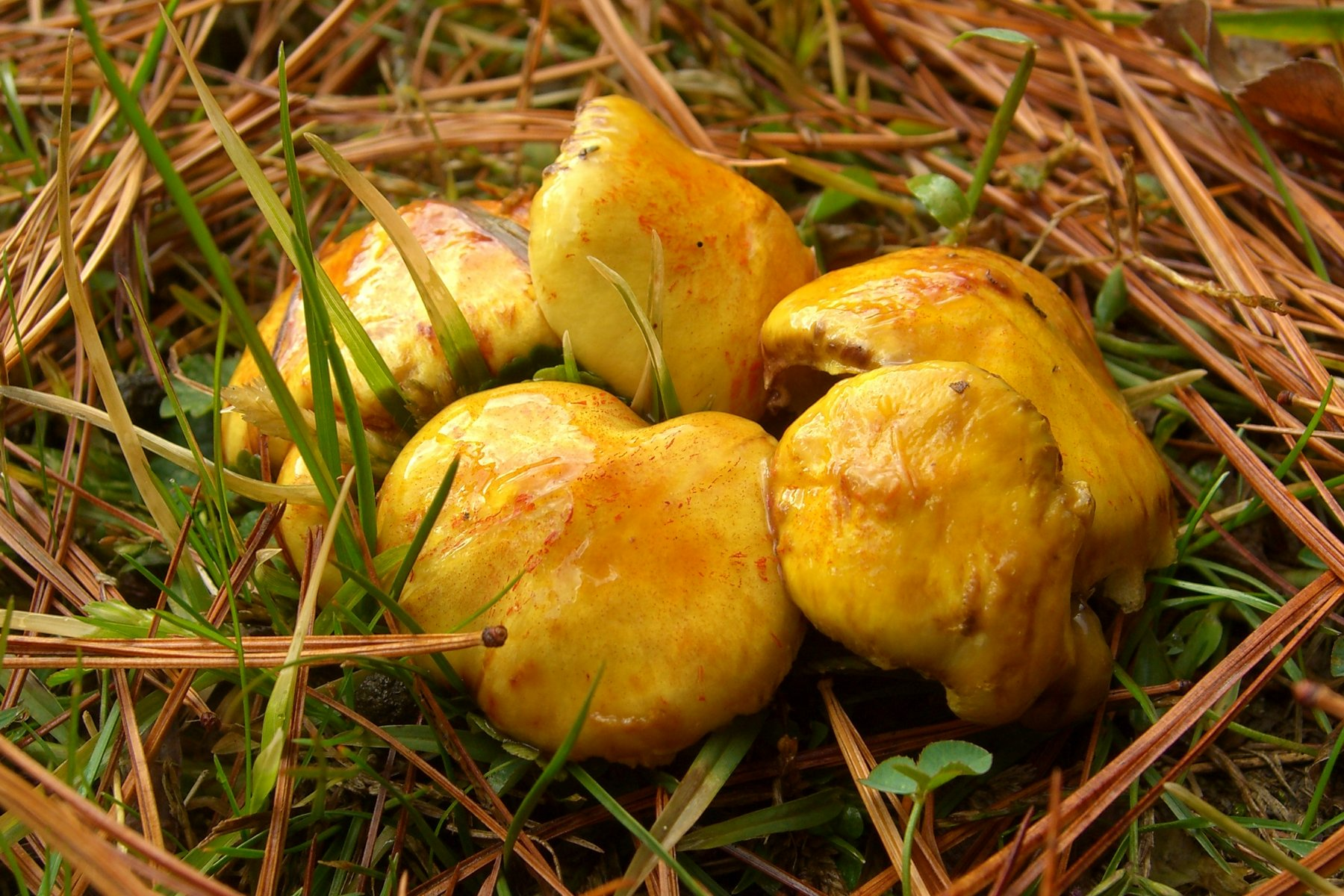
Suillus americanus é comestível.

Essa espécie não é venenosa e as vezes é considerada comestível, mas as opiniões sobre sua palatibilidade são variadas. Não tem odor e seu sabor foi relatado como suave. Um guia de campo sugere que ele tem um "sabor característico de limão" e outro diz: "A píleo amarela pode lembrá-lo de gordura de frango; tem um sabor de cogumelo maravilhosamente saboroso". A textura viscosa do cogumelo foi comparada ao quiabo. Um autor de livro de receitas sugere que o cogumelo é ideal para pastas, para uso no pão ou como molho; assar os cogumelos em um forno os secará para uso futuro e concentrará o sabor. Os píleos viscosos e a camada de poros são normalmente removidos antes do consumo. Outro guia de campo menciona que a "carne fina dificilmente faz essa espécie valer a pena".

### Espécies semelhantes
A Suillus americanus é muito semelhante em aparência à  Suillus sibiricus (distribuída no oeste da América do Norte e no oeste e centro da Ásia), mas a última espécie se associa ao Pinus monticola e ao Pinus flexilis em vez de ao Pinus strobus. Um guia de campo sugere que a Suillus sibiricus tem um estipe mais grosso do que a S. americanus, manchas marrons no píleo e um amarelo mais escuro e sujo. A análise filogenética molecular mostrou, no entanto, que os espécimes de S. sibricus coletados na China e no oeste da América do Norte, bem como a S. americanus no leste da América do Norte, são provavelmente "um único táxon circumboreal".
Outra espécie parecida é a Suillus subaureus, que pode ser distinguida microscopicamente por esporos ligeiramente menores (geralmente de 7,5 a 8,5 por 3 μm), hialinos (translúcidos) e uma associação com o Populus tremuloides.

## Habitat e distribuição

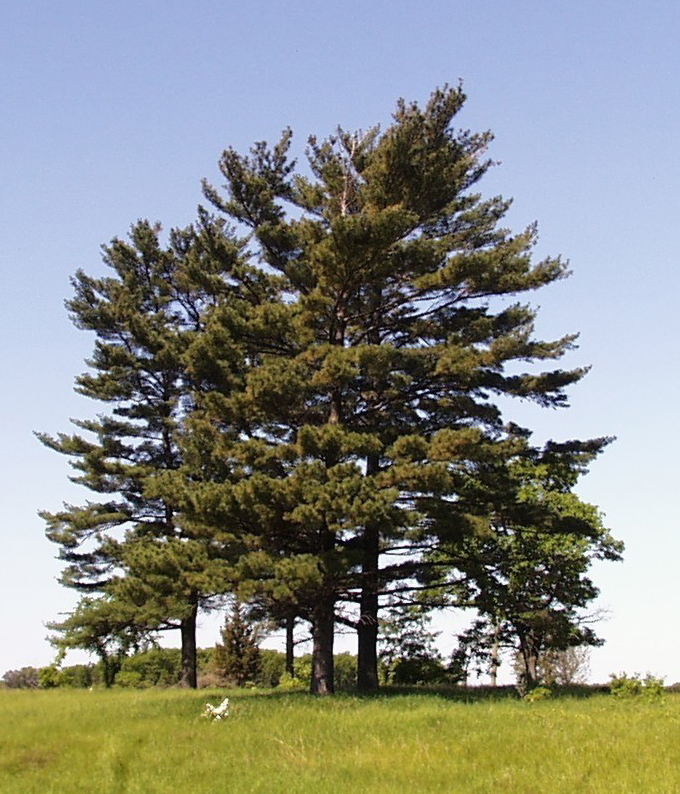
S. americanus é conhecido por sua associação com o Pinus strobus.

A Suillus americanus é uma espécie comum e pode ser encontrada crescendo solitariamente ou em grupos no solo em todo o nordeste da América do Norte, ao norte do Canadá, onde normalmente frutifica no final do verão e no outono. Também é encontrada em Guangdong, na China, um exemplo de distribuição disjunta. Os cogumelos podem ser encontrados com frequência em climas mais secos, quando outras espécies não são abundantes.
A Suillus americanus é uma espécie micorrízica, uma relação mutualística em que o fungo forma uma manto na superfície da raiz, a partir da qual as hifas se estendem para fora do solo, e para dentro entre as células corticais, com as quais fazem interface para formar uma rede de Hartig. O principal benefício para o fungo é o acesso constante a um suprimento de carboidratos produzidos pela fotossíntese da planta, enquanto a planta se beneficia de um maior suprimento de nutrientes minerais do solo, absorvidos pelas hifas do fungo. Ela cresce em associação com pinheiros, especialmente o pinheiro branco (Pinus strobus).

## Alergenicidade
Alguns indivíduos suscetíveis apresentaram uma reação alérgica após tocarem no cogumelo Suillus americanus. Os sintomas da dermatite alérgica de contato geralmente se desenvolvem de um a dois dias após o contato inicial, persistem por aproximadamente uma semana e depois desaparecem sem tratamento. Cozinhar os cogumelos inativa os alérgenos responsáveis.

## Compostos bioativos
A Suillus americanus contém um polissacarídeo conhecido como betaglucano que, segundo testes laboratoriais, pode ter atividade anti-inflamatória. Conhecido especificamente como um (1→3)-, (1→4)-β-D-glucano, sua função natural é como um componente da parede celular do fungo, onde forma fibrilas microcristalinas na parede que lhe conferem rigidez e força. A atividade anti-inflamatória resulta da capacidade do polissacarídeo de inibir a produção de óxido nítrico em macrófagos ativados, uma célula do sistema imunológico.